# Гнилиця Перша
Гнили́ця Пе́рша —  село в Україні, у Великобурлуцькій селищній громаді Куп'янського району Харківської області. Населення становить 589 осіб. До 2018 орган місцевого самоврядування — Гнилицька Перша сільська рада.

## Географія
Село Гнилиця Перша знаходиться  по двох схилах долини  річки Гнилиця (Сюурлія). Нижче за течією примикає село Гнилиця.

## Історія
Село засновано 1711 року. Початкова назва поселення - Пердунівка. 
1905 року селяни підняли бунт проти землевласника Кір`янова. Бунт був подавлений, а його зачинщиків (К.С. Ворошило, П.К. Ворошило, Т.С. Ніколенко) було заарештовано і посаджено у Чугуївську в`язницю.
У 1960-х роках село Гнилиця Перша належало до Гнилицької сільської ради. У 1953 році було збудовано приміщення для контори колгоспу та клубу,  а 1965 році було збудовано фельдшерсько-акушерський пункт.
12 червня 2020 року, відповідно до розпорядження Кабінету Міністрів України № 725-р «Про визначення адміністративних центрів та затвердження територій територіальних громад Харківської області», увійшло до складу Великобурлуцької селищної громади.
19 липня 2020 року, в результаті адміністративно-територіальної реформи та ліквідації Великобурлуцького району, село увійшло до складу Куп'янського району Харківської області.
24 лютого 2022 року почалася російська окупація села.
11 вересня 2022 року Збройні Сил України в ході Харківської контрнаступальної операції звільнили від російських окупантів населені пункти Великобурлуцької селищної територіальної громади.

## Економіка
На території села Перша Гнилиця станогм на 2003 рік було розташовано два сільськогосподарські господарства ПСП "Марс" та СТОВ "Прометей" . Спеціалізація цих підприємств – виробництво продукції рослинництва і тваринництва.
В селі є кілька молочно-товарних ферм, машинно-тракторні майстерні.
У селі є магазин

## Об'єкти соціальної сфери
У селі є загальноосвітня школа I-III ст. Нова будівля школи була збудована 1970 році. Станом на 2003 у ній навчалося 112 учнів, а директоркою була Віра Миколаївна Ворошилова. Школа має власну бібліотеку.
Іншими об'єктами сфери є:
- Дитячий садок
- Клуб
- фельдшерсько-акушерський пункт
- Спортивний майданчик.

## Топоніміка
- вул. Миру.
- вул. Молодіжна.
- вул. Польова.
- вул. Спортивна.
- вул. Шкільна.
- вул. Вільний Шлях.
- вул. Садова.

## Релігія
- Церква Різдва Іоанна Предтечі [Архівовано 11 червня 2019 у Wayback Machine.]. Зведена поміщиком Іваном Кирьяновим. Дата побудови: між 1905 і 1912 рр. На цей час церква потребує відновлення. Під керівництвом настоятеля прот. Димитрія Лизниченка ведуться будівельні роботи.

## Люди
В селі народився Божко Антон Калістратович (1910—1980) — український радянський скульптор.